# جان فرانسوا لوروا (عالم نبات)
جان فرانسوا لوروا (بالفرنسية: Jean-François Leroy)‏ (و. 1915 – 1999 م) هو عالم نبات فرنسي، توفي عن عمر يناهز 84 عاماً.